# BTEX

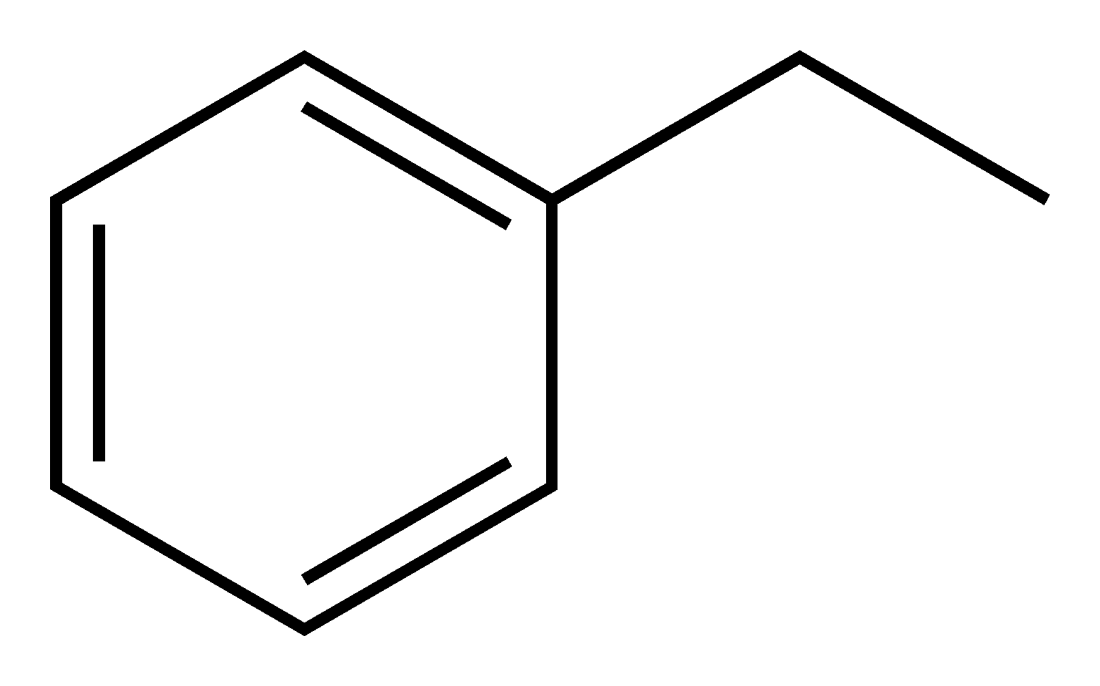

BTEX هي اختصار للكلمات التالية (Benzene، Toluene، Ethylbenzene، Xylene) وهي مركبات كيميائية متبخرة (volatil organic compounds VOCs). تعتبر هذه العناصر من أهم الملوثات الكيميائية الموجودة في الهواء. وتنتج هذه العناصر إما عن طريق التفاعلات الكيميائية الطبيعية والتلقائية كتلك التي تحدث أثناء نمو النباتات مثلاً [1] وإما عن طريق التفاعلات البتروكيميائية كالتي تحدث في محركات السيارة باعثةً غازها عبر المداخن أو في مصافي النفط وغيرها من المصانع التي تستعمل البتروكيميائيات [2]. اعتماداً على المركز الأميركي لحماية البيئة (EPA) ومنظمة الصحة العالمية (WHO) فإن هذه الغازات تعتبر خطيرة جداً على صحة الإنسان. حيث يعتبر البنزين (وهو غاز سام مختلف كلياً عن وقود السيارات الأوكتان الذي يعرف بالبنزين في بعض الدول العربية)، وهو أخطر هذه الغازات، من المواد المسرطنة وتعتبر العناصر الأخرى لهذه المجموعة من المواد المؤدية والمشجعة للسرطان. وطبقاً لنفس المصدر فإن إستنشاق كمية كبيرة من غاز البنزين يؤدي إلى خلل في الجهاز العصبي والمناعي كما ويؤدي أيضاً إلى صعوبة بالغة في التنفس.
نظراً لخطورة هذه المركبات الكيميائية على صحة الإنسان، عمدت معظم الدول المتطورة إلى إصدار قوانين للحد من إنتاجها. فحدت اليابان على سبيل المثال كثافة البنزين في الهواء على الميكروجرام (جزء من المليون من الغرام) في المتر المكعب من الهواء. وحذت أوروبا (3 ميكروجرام) والولايات المتحدة (5 ميكروجرام)حذوها.وللقيام بذلك انشئت محطات ضخمة في كل هذه البلدان للقيام بقياس متواصل لكثافة هذه الغازات في الهواء. وتسمح هذه المحطات أيضاً بتحديد أماكن انبعاث هذه الغازات وبالتالي إجبار المصنع أو الشركة على تخفيض الكمية المنبعثة من مداخنها.
لتحديد كثافة هذه الغازات في الهواء، تعمد المحطات المذكورة إلى تقنية التحليل الطيفي للضوء بعض مروره بين جزيئات الهواء (استشراب غازي)[3]، ورغم أن هذه التقنية تسمح بقياس كثافة ضعيفة جداً (part per trillion ppt أو جزيء في المليار)، فإن تحريك هذه الأجهزة لقياس الانبعاثات في عدة أمكنة غير ممكن، كما أن اجوبتها ليست لحظية. انطلاقاً من هنا بدأت عمليات أبحاث متعددة هدفها تطوير جهاز مصغر لقياس هذه الغازات، وقد قام فريق بحث ياباني [4] بإنتاج أحد هذه الأجهزة معتمداً على تقنية التكثيف ومن ثم قياس الأطياف الخارجة من ليف بصري أجوف (hollow optical fiber). في موازاة ذلك تقوم عدة فرق أوروبية وأمريكية بمحاولات تصغير لأجهزة متماثلة ويتوقع إنتاج جهاز بوزن 2 كيلوغرام مع حلول العام 2014.
القياس الجاف
القياس باستعمال سوائل